# Yichun (Jiangxi)

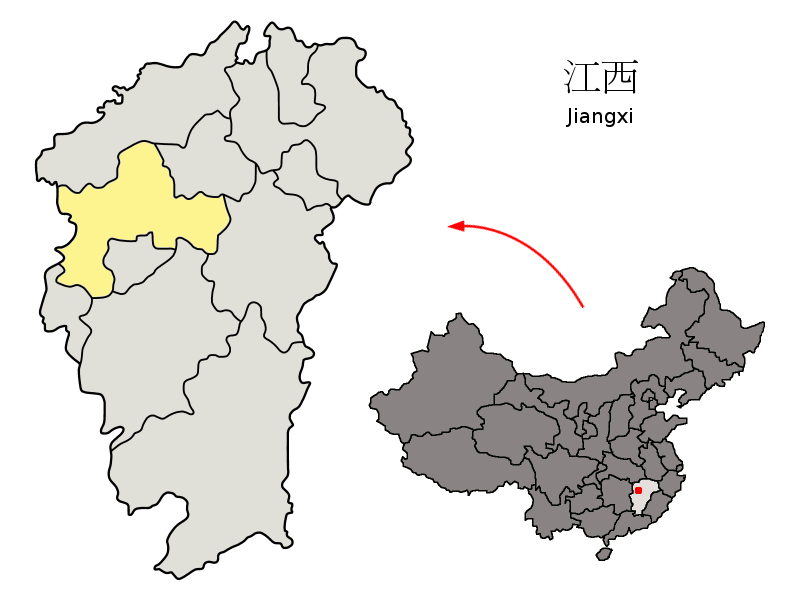
Lage Yichuns (gelb)
in der Provinz Jiangxi (hellgrau)

Yichun (chinesisch 宜春市, Pinyin Yíchūn Shì) ist eine bezirksfreie Stadt im Nordwesten der chinesischen Provinz Jiangxi. Es wird dort der Yichun-Dialekt des Gan gesprochen. Yichun hat eine Fläche von 18.638 km² und 5.007.702 Einwohner (Stand: Zensus 2020). In dem eigentlichen städtischen Siedlungsgebiet leben 660.000 Menschen (Stand: Ende 2018).
In Yichun befindet sich Jianxiawo-Mine, eine der größten Lithiumminen der Welt. Die Mine wird von CATL betrieben und verfügte 2025 über eine jährliche Kapazität von rund 46.000 Tonnen Lithiumkarbonat-Äquivalent, entsprechend etwa 3 Prozent der weltweiten Förderung. Wegen Auslaufen der Förderlizenz wurde die Mine am  9. August 2025 vorübergehend stillgelegt.

## Administrative Gliederung
Die bezirksfreie Stadt Yichun besteht aus zehn Gebieten: einem Stadtbezirk, drei kreisfreien Städten und sechs Kreisen. Diese sind (Stand: Zensus 2010):
- Stadtbezirk Yuanzhou – 袁州区 Yuánzhōu Qū, 2.537 km², 1.045.952 Einwohner;
- Stadt Fengcheng – 丰城市 Fēngchéng Shì, 2.831 km², 1.336.392 Einwohner;
- Stadt Zhangshu – 樟树市 Zhāngshù Shì, 1.291 km², 555.120 Einwohner;
- Stadt Gao’an – 高安市 Gāo’ān Shì, 2.427 km², 811.633 Einwohner;
- Kreis Fengxin – 奉新县 Fèngxīn Xiàn, 1.640 km², 312.956 Einwohner;
- Kreis Wanzai – 万载县 Wànzǎi Xiàn, 1.711 km², 476.856 Einwohner;
- Kreis Shanggao – 上高县 Shànggāo Xiàn, 1.340 km², 326.697 Einwohner;
- Kreis Yifeng – 宜丰县 Yífēng Xiàn, 1.934 km², 274.046 Einwohner;
- Kreis Jing'an – 靖安县 Jìng’ān Xiàn, 1.378 km², 144.800 Einwohner;
- Kreis Tonggu – 铜鼓县 Tónggǔ Xiàn, 1.549 km², 135.139 Einwohner.